# Bixie

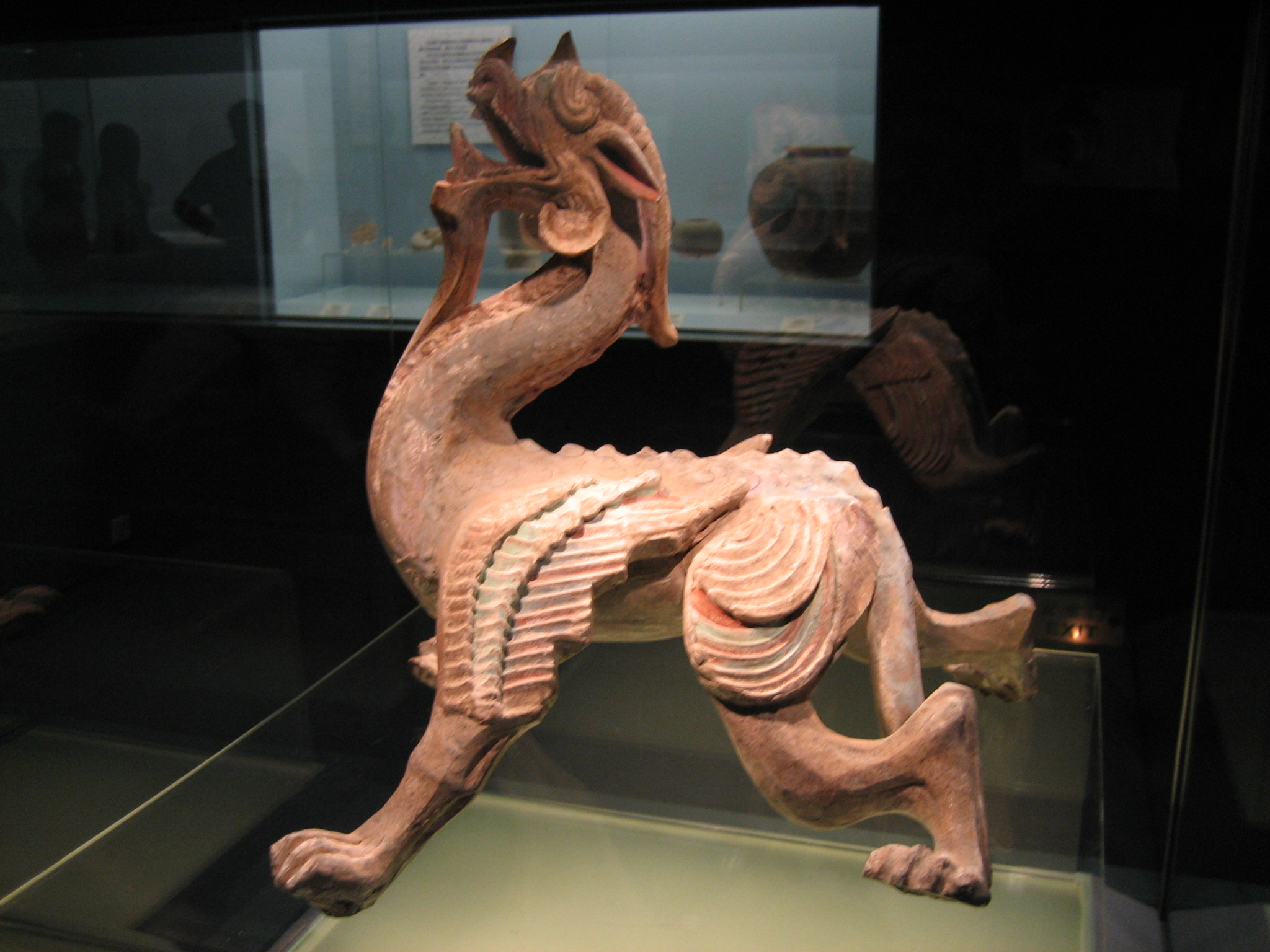
Bixie, museum Shanghai

De bixie ("uitdrijven van het kwaad") is een Chinees fabeldier, een leeuw met één of twee hoorns en twee, vier of geen vleugels. Ze zouden oorspronkelijk hebben gediend als wachten van de tomben. Het dier zou nauw verwant zijn aan de Chimaera, waarmee het ook vaak verward wordt. 
Het mythische beest komt vaak voor op kunstobjecten uit de Han-dynastie (206 v.Chr. - 9 n.Chr.). Men geloofde dat de magische krachten van hemelse dieren werden geactiveerd als voorwerpen in hun vorm werden gemaakt. Ze verdreven kwade geesten en beschermden mensen. De dieren worden altijd angstaanjagend afgebeeld, omdat dit een hogere spirituele kracht zou activeren.

## Trivia
Bixie is tevens de naam die men geeft aan een vrij nieuwe soort van wedstrijd-rijden op paarden, speciaal om de jeugd voor te bereiden op de echte wedstrijden.